# HD 157097
HD 157097，又名CD-3711512，SAO 208747、HR 6456，是一颗恒星，视星等为5.93，位于銀經350.47，銀緯-0.51，其B1900.0坐标为赤經17h 16m 7.4s，赤緯-37° -0.51′ 19″。